# Miss Sarajevo
Singles de U2
Hold Me, Thrill Me, Kiss Me, Kill Me
(1995) Discothèque
(1997)
Miss Sarajevo est une chanson du groupe irlandais U2 et produite par Brian Eno, c'est aussi l'unique single tiré de l'album Original Soundtracks 1 de ce même groupe, sorti en 1995. Luciano Pavarotti, invité par le groupe, réalise une très belle performance de sa voix de ténor.
La chanson est certifiée disque d'argent au Royaume-Uni avec plus de 200 000 exemplaires vendus.

## Clip
Le clip a été réalisé par Maurice Linnane et est un montage provenant de trois sources différentes : le concours de beauté qui est décrit dans la chanson, la chanson interprétée en live lors du concert Pavarotti and Friends à Modène, et des vues urbaines de Sarajevo ravagée par la guerre.
Le concours de beauté décrit, auquel la chanson doit son titre, est l'élection de miss Sarajevo assiégé, organisé en plein bombardement. La gagnante de ce concours, Inela Nogic, sera plus tard invitée sur scène par le groupe lors de leur concert à Sarajevo en 1997.

## Classements
| Pays                                    | Positions |
| --------------------------------------- | --------- |
| Allemagne (Media Control AG)            | 11        |
| Australie (ARIA)                        | 7         |
| Autriche (Ö3 Austria Top 40)            | 22        |
| Belgique (Flandre Ultratop 50 Singles)  | 5         |
| Belgique (Wallonie Ultratop 50 Singles) | 3         |
| Canada (Canadian Singles Chart)         | 46        |
| Finlande (Suomen virallinen lista)      | 5         |
| France (SNEP)                           | 8         |
| Irlande (Irish Singles Chart)           | 4         |
| Italie (FIMI)                           | 2         |
| Norvège (VG-lista)                      | 10        |
| Nouvelle-Zélande (RMNZ)                 | 23        |
| Pays-Bas (Nederlandse Top 40)           | 5         |
| Royaume-Uni (UK Singles Chart)          | 6         |
| Suède (Sverigetopplistan)               | 35        |
| Suisse (Schweizer Hitparade)            | 10        |

## Reprise
Miss Sarajevo a été reprise par George Michael sur son album Songs from the Last Century publié en 1999.